# Улица Карла Маркса (Гатчина)
Улица Ка́рла Ма́ркса — улица в городе Гатчине (Ленинградская область). Расположена в центральном районе города.
Улица начинается у Варшавского вокзала, идёт на север. Через 350 метров, на перекрёстке с улицей Чехова, она поворачивает на северо-запад, а ещё через 850 метров, у гимназии «Апекс» — вновь на север. Общая протяжённость улицы — 2,1 км.

## История
Улица возникла в 1833 году, её первое название — Бульва́рная. В первые годы она проходила по границе города, рядом со старым городским кладбищем. В 1850-х годах она была продлена до Варшавского вокзала. В 1865—1870 годах улица была благоустроена: были устроены пешеходные дорожки, посажены деревья.
В 1871 году улица была переименована в Баггову́товскую в честь Карла Багговута — коменданта Гатчины, первого почётного гражданина города.
4 ноября 1922 года улица была переименована в честь Карла Маркса. Во время Великой Отечественной войны оккупационные власти переименовали улицу в Берлинер-штрассе, но после освобождения города было восстановлено довоенное название.

## Известные жители
- Композитор Милий Алексеевич Балакирев в 1906 году проводил летний отдых на Багговутовской улице;
- Писатель Николай Николаевич Каразин в 1907 году переехал в Гатчину, на Багговутовскую улицу;
- Писатель Иван Сергеевич Соколов-Микитов c 1929 года[1] около трёх лет жил на улице Карла Маркса.
- Генерал-майор Владимир Робертович Клевезаль, заведующий лазаретом Великого Князя Михаила Александровича в Гатчине (Багговутовская, 9), проживал с семьей на Багговутовской ул., 19[2].

## Предприятия и организации

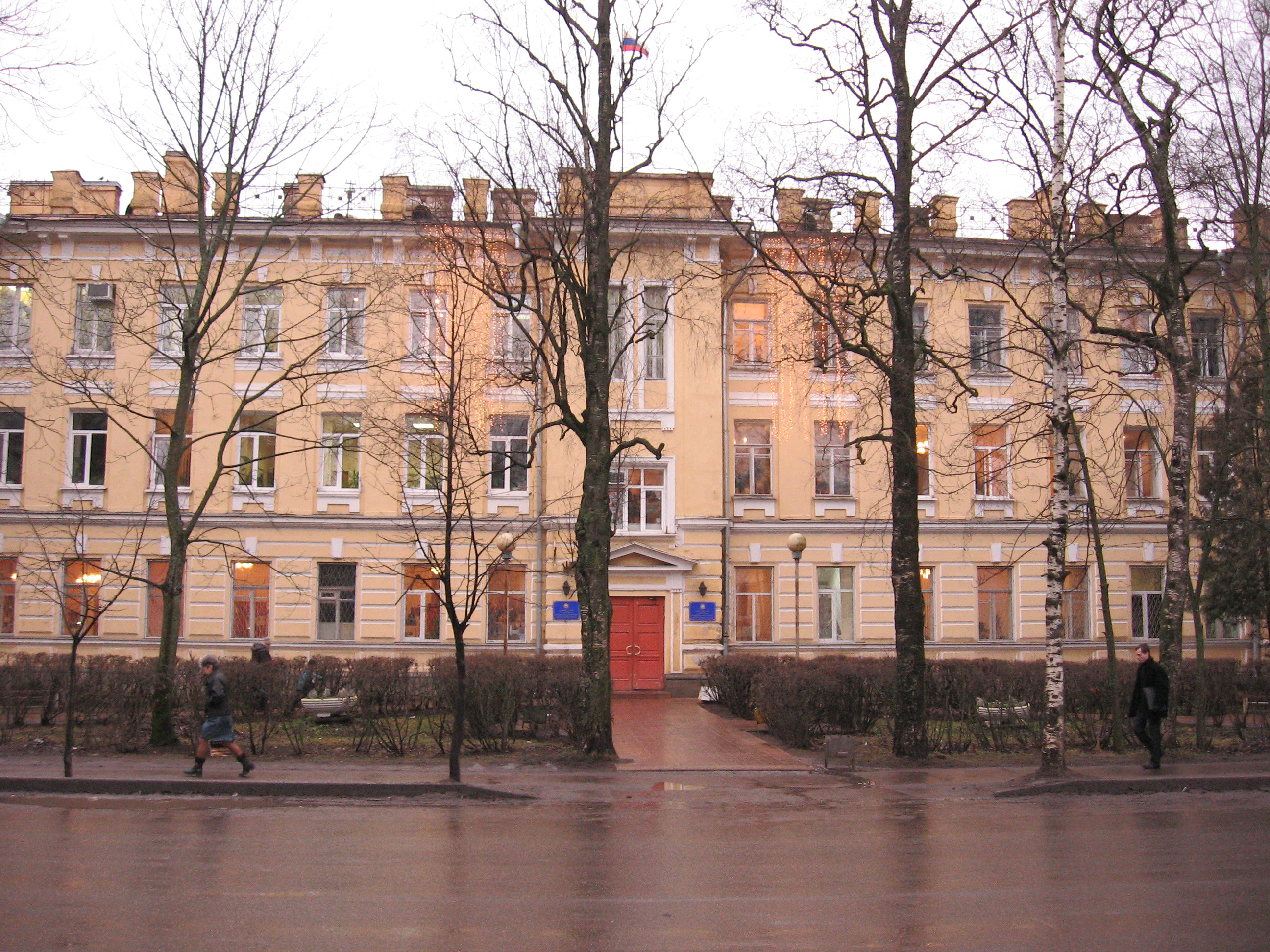
Здание администрации Гатчинского муниципального района

- Варшавский вокзал и автобусная станция;
- Отделение «Почты России» (дом № 4);
- Детский сад № 23 (дом № 10А);
- Гатчинский филиал Северо-Западного банка «Сбербанка России» (дом № 18А);
- Факультет технологии, сервиса и дизайна Гатчинского государственного университета (дом № 17А);
- Гатчинская гимназия «Апекс» (дом № 32А);
- Администрация Гатчинского муниципального района (дом № 44);
- Статистическое управление (дом № 61А);
- Отделение Всероссийского общества слепых (дома № 63, 65);
- Центр занятости населения (дом № 66А).

## Перекрёстки и организация движения
Улица Карла Маркса образует перекрёстки со следующими улицами:
- улица Чкалова;
- улица Чехова;
- улица Лейтенанта Шмидта;
- улица Володарского;
- улица Леонова;
- улица Достоевского;
- Соборная улица;
- улица Радищева;
- улица Гагарина;
- улица 7-й Армии.

На участке от улицы Радищева до улицы Гагарина действует одностороннее движение. На перекрёстках с улицами Лейтенанта Шмидта, Леонова, Достоевского, Соборной, Радищева и Гагарина установлены светофоры. Также рядом с гимназией «Апекс» установлен светофор с пешеходной кнопкой.
По улице проходит большое количество городских и пригородных автобусных маршрутов. Через всю улицу следует маршрут № 7.